# Fridolin Purtscheller
Fridolin Purtscheller (* 1. September 1933; † 5. Februar 2023) war ein österreichischer Mineraloge, Petrograph und Geologe, der Professor am Mineralogischen Institut der Universität Innsbruck war. 
Purtscheller war in Innsbruck ein Schüler von Josef Ladurner (1908–1997), einem Schüler des Vaters der Gefügekunde Bruno Sander. Er wurde 1959 in Innsbruck promoviert (Sedimentpetrographische Untersuchungen am Hauptdolomit der Brentagruppe).
In den Alpen untersuchte er besonders den Altkristallin-Komplex der Ötztaler und Stubaier Alpen, dessen metamorphe Zonen er erforschte und über den  er eine Monographie schrieb. Er forschte auch im Himalaya.

## Schriften
- Oetztaler und Stubaier Alpen. 2., veränd. Auflage, Borntraeger, Sammlung Geolog. Führer 53, 1978
- mit Josef Ladurner: Das große Mineralienbuch, Innsbruck, Pinguin-Verlag 1990, Frankfurt: Umschau 1970, 1988
- mit Josef Ladurner: Mein kleines Mineralienbuch, Pinguin Verlag 1968, 1970 (es erschien auch 1968 eine englische Übersetzung: An introduction to mineralogy)
- Mit Josef Ladurner: Die Welt der Alpen, Pinguin Verlag 1970

Einige Aufsätze:
- Sedimentpetrographische Untersuchungen am Hauptdolomit der Brentagruppe, In: Gustav Tschermaks Mineral. Petrogr.Mitt., Band 8, 1962, Heft 2, S. 167–217
- Gefügekundliche Untersuchungen am Granit des Mont-Blanc und an den angrenzenden Gebieten, Sitzungsberichte Österr. Akad. Wiss., Math-Naturw. Kl., Band 172, 1963
- Zur Gliederung der Metamorphose im Bereich des Ötztaler-Stubaier Altkristallins, Joanneum Mineralog. Mitteilungsblatt, Graz 1967
- Mineralzonen im Ötztaler-Stubaier Altkristallin, Anz. Österr. Akad. Wiss. Math.-Naturw. Kl. 104, 1967
- Petrographische Untersuchungen an Alumosilikatgneisen des Ötztaler-Stubaier Altkristallins, Tschermaks Mineral. Petrogr. Mitt., 3. Folge, Band 13, 1969
- mit F. Sassi: Some thoughts on the pre-alpine metamorphic history of the Austridic basement of the Eastern Alpes, In: Gustav Tschermaks Mineral. Petrogr. Mitt., 3. Folge, Band 22, 1975
- mit W. Frank, M. Thöni: Geology and Petrology of the Kulu-South Lahol area, Ecologie et Geologie de l´Himalaya, Colloq. Intern. CNRS, Nr. 268, 1977, S. 147–172
- mit A. Mogessie:  Dikes from Ortler, Sarntal Alps and Brixen granite: mineralogy, chemical composition and petrogenesis, Mineralogy and Petrology, Band 38, 1988, S. 17–35
- mit D. Rammlmair: Alpine metamorphism of Diabas dikes in the Ötztal-Stubai metamorphic complex, Tschermaks Mineral. Petrogr. Mitt., Band 29, 1982, S. 205–221
- mit W. Frank, G. Hoinkes, G., M. Thöni: The Austroalpine unit west of the Hohe Tauern: The Ötztal-Stubai complex as an example for the Eoalpine metamorphic evolution; Geodynamics of the Eastern Alps, 1987, S. 179–225